# Économie du pétrole de la Mauritanie
La Mauritanie est producteur de pétrole depuis 2005. Un gisement de pétrole a été découvert dans l'océan Atlantique en 2001. La société australienne Woodside exploite les champs de Chinguetti. 
Ce gisement est entré en production en février 2006, le premier tanker a quitté le pays en mars de la même année à destination de la Chine. Le gouvernement estime qu'à terme la production atteindra 100 000 barils par jour. Plusieurs autres gisements (Tioff, Banda, Tevel) ont été repérés, et l'exploration continue, menée notamment par Woodside, Dana Petroleum et Total. La Mauritanie a donc un certain avenir comme exportateur (certes relativement mineur) de pétrole et peut-être de gaz naturel. Ces gisements sont estimés à 950 millions barils de pétrole et la qualité est plutôt bonne.